# Zaynab Dosso
Zaynab Dosso (ur. 12 września 1999 w Man) – włoska lekkoatletka pochodzenia iworyjskiego; sprinterka, która specjalizuje się w biegach na 60, 100 i 200 m; złota medalistka halowych mistrzostw Europy (2025) w biegu na 60 m, olimpijka z Paryża (2024).

## Dzieciństwo
Rodzice, którzy pochodzą z Wybrzeża Kości Słoniowej, osiedlili się we Włoszech w 2002. Ona sama przybyła do Włoch w 2009, w wieku 10 lat, a obywatelstwo włoskie uzyskała w 2016.

## Kariera sportowa
Na Mistrzostwach Europy 2022 w Monachium zajęła 7. miejsce w biegu na 100 m i zdobyła brązowy medal w sztafecie 4 × 100 m. W 2023 z wynikiem 11,14 s wyrównała rekord Włoch na 100 m w serii eliminacyjnej mistrzostw świata, ustanowiony w 2001 przez Manuelę Levorato. Następnie odpadła w półfinale. 15 maja 2024 w Savonie pobiła ten rekord 2 razy z rzędu, uzyskując czas 11,12 s w eliminacjach, a następnie 11,02 s w finale. Zdobyła brązowy medal na Mistrzostwach Europy w Rzymie, po przebiegnięciu półfinału w 11,01 s co stanowi rekord Włoch. 
9 marca 2025 na Halowych Mistrzostwach Europy w Apeldoorn zdobyła złoty medal na 60 m w czasie 7,01 s.

## Rekordy życiowe
- bieg na 60 m – 7,01 (2025) rekord Włoch
- bieg na 100 m – 11,01 (2024) rekord Włoch
- bieg na 200 m – 23,10 (2024)
- bieg na 200 m (hala) – 24,01 (2017)
- sztafeta 4 × 100 m – 42,14 (2023) rekord Włoch